# Anatomia di un rapimento
Anatomia di un rapimento (天国と地獄?, Tengoku to jigoku, lett. "Paradiso e inferno") è un film del 1963, diretto da Akira Kurosawa. Il regista, al suo 23° lungometraggio dà un'ulteriore prova della sua riconosciuta versatilità nell'affrontare i generi più diversi, cimentandosi col noir per la terza volta dopo Cane randagio (1949) e I cattivi dormono in pace (1960).

## Trama

Al centro: Toshirō Mifune nel ruolo di Gondo, A destra Tatsuya Nakadai

Kingo Gondo, un ricco imprenditore di Yokohama, dopo aver preso in prestito un'ingente somma è in procinto di compiere il passo più importante della propria carriera: acquisire il controllo dell'importante fabbrica di scarpe in cui lavora da sempre, estromettendo il resto del consiglio di amministrazione, a lui apertamente ostile. Ma una chiamata al telefono interrompe i suoi progetti: una voce gli comunica che suo figlio Jun è stato rapito e che, se vuole rivederlo vivo, dovrà pagare un riscatto pari a trenta milioni di yen, cosa che gli renderebbe impossibile la scalata azionaria.
L'imprenditore non ha dubbi, e in un primo momento intende pagare il riscatto, ma poco dopo suo figlio riappare nel salotto di casa, poiché il rapitore per sbaglio non ha rapito lui, ma Shinichi, il figlio dell'autista di Gondo, Aoki. Ciò malgrado, il rapitore continua a esigere la somma richiesta, facendosi inoltre beffe di Gondo e della polizia, affermando che ora un suo eventuale arresto si tradurrebbe in una condanna risibile, dal momento che non gli si potrebbero imputare né l'estorsione né l'intimidazione, essendo l'ostaggio una figura estranea alla famiglia Gondo.
Dopo una notte insonne, e pur sapendo che pagando il riscatto sarebbe irrimediabilmente destinato a cadere in rovina, Gondo decide di pagare; la polizia, capitanata dal giovane ma capace ispettore Tokura, organizza un piano per arrestare il rapitore al momento della consegna, ma questi si rivela più furbo del previsto riuscendo a recuperare il riscatto per poi dileguarsi con i suoi due complici dopo aver liberato Shinichi. Come previsto, il consiglio di amministrazione, venuto a conoscenza del piano iniziale di Gondo, lo sbatte fuori dall'azienda, ma l'opinione pubblica e la stampa si schierano apertamente in suo favore, esaltandone la generosità, mentre di contro l'azienda viene boicottata e screditata al punto da finire quasi in bancarotta.
Nel mentre, Tokura e la sua squadra, lavorando sugli scarsi indizi, stringono il cerchio attorno al rapitore e ai suoi complici, fino a trovare il covo dove era stato segregato Shinichi, una residenza estiva nei pressi dell'isola di Enoshima. All'interno, la polizia rinviene però solo i cadaveri dei due complici, morti di overdose; tuttavia, l'autopsia rivela che i due sono stati uccisi da un'iniezione di eroina consegnata loro volutamente pura, in modo da risultare letale, e il successivo ritrovamento nella casa di un messaggio intimidatorio alimenta i sospetti sul fatto che si tratti di omicidi commessi dal rapitore, per liberarsi allo stesso tempo di due testimoni nonché potenziali ricattatori.
Non avendo altre piste su cui indagare, Tokura e i suoi uomini decidono, con la complicità della stampa, di celare la notizia del ritrovamento dei corpi, nella speranza di spingere il rapitore a tornare nella casa per accertarsi della morte dei suoi complici; quindi, grazie ad un segnale inviato inconsapevolmente dallo stesso, la polizia restringe le ricerche tra gli studenti di medicina, fino a individuare il sospettato, il giovane Ginjiro Takeuchi.
Benché vi siano abbastanza prove per correlarlo al rapimento, tuttavia, Tokura decide di prendere tempo, nella speranza di poterlo incastrare anche per l'omicidio dei complici e mandarlo così nel braccio della morte. Pertanto, facendogli credere che i suoi complici siano ancora vivi e pronti a ricattarlo, la polizia lo spinge a tornare nel covo per somministrare una seconda overdose, e lì Takeuchi (che nel mentre è arrivato a usare una giovane donna tossicodipendente come cavia da laboratorio, somministrandole una dose di eroina pura per accertarsi della sua capacità di uccidere) viene finalmente arrestato.
Il denaro del riscatto viene completamente recuperato, ma non abbastanza in fretta per salvare la vita professionale di Gondo, che viene però assunto con pieni poteri da un'altra compagnia. Prima che venga eseguita la sentenza capitale, però, Takeuchi chiede di incontrare Gondo in carcere. In un primo momento il giovane si mostra sprezzante e beffardo, dichiarando di non temere la morte e rivendicando di aver agito non tanto per arricchirsi, quanto per provare la soddisfazione di vedere qualcuno più fortunato di lui ridotto nella sua stessa miseria, salvo poi scoppiare in un pianto disperato nel momento in cui realizza di aver appena gettato via la sua vita in nome dell'odio per qualcuno che nemmeno conosceva.

## Influenza
Con Anatomia di un rapimento (il cui titolo originale è traducibile con "Paradiso e Inferno"), Kurosawa costruisce un vero e proprio noir/crime, genere tipicamente statunitense, traendo il soggetto dal romanzo poliziesco Due colpi in uno di Ed McBain e realizzando così il suo film più "americano". Non è un caso quindi che anche questo film del Maestro nipponico abbia influenzato numerosi registi americani.
Kurosawa fu il primo a inserire un dettaglio a colori (il fumo rosa dalla ciminiera) in un film in bianco e nero. Il dettaglio fu imitato da Francis Ford Coppola in Rusty il selvaggio e Steven Spielberg in Schindler's List. In realtà, già nel film La corazzata Potëmkin di Ėjzenštejn del 1925 la bandiera della nave nel porto di Odessa era colorata (a mano) di rosso.

## Curiosità
In una delle scene finali, quando il rapitore torna nella casa in cui pensa di trovare i due complici per ucciderli, la colonna sonora è la melodia della canzone napoletana 'O sole mio.

## Edizione italiana
La prima edizione italiana fu doppiata e tagliata di una quarantina di minuti per renderla più snella e accentuare l'avvincente trama investigativa. Questa versione però finisce per sacrificare l'approfondimento psicologico e gli archi narrativi del protagonista Gondo e del rapitore. Quest'ultimo infatti non appare già a metà film come da versione originale, ma la sua identità viene svelata solo una volta catturato dall'ispettore Tokura, la cui indagine diventa trama principale della pellicola.